# لینگوو
لینگوو (به لاتین: Liniewo) یک روستا در لهستان است که در گمینا لینگوو واقع شده‌است.
 لینگوو  ۱٬۰۵۲ نفر جمعیت دارد.